# Radyo Umut
Радио UMUT (тур. Radyo Umut) — музыкальная радиостанция города Анталия, Турция, специализирующаяся на вещании фолк-музыки. Радиостанция ведёт вещание на территории провинции Анталия и в Интернете.
На волнах радио выходит еженедельная программа «Событие недели» на русском языке. 

## Награды
- 1995 - …[уточнить]
- 1996 - Награда в области Турецкой народной музыки от министерства культуры Анталии[2];
- 1997 - Почетная награда губернатора Антальи за информационную поддержку о землетрясении 17 августа[2];
- 1998 - Приз университета Акдениз, по результатам исследования Факультета Связи на радио «Umut» звучат самые популярные песни[2];
- 1999 - За программу посвященную правильному произношению[2];
- 2000 - Награда губернатора Анталии[уточнить];
- 2001 - самое популярное радио по версии газеты «CEM GAZETESİ'»[2];
- 2009 - турецкой народной музыки[уточнить].